# Sherry Johnson
Sherry Johnson (née en 1961 en Floride) est une militante américaine. Elle-même mariée lorsqu'elle avait 11 ans après être tombée enceinte, elle lutte aujourd'hui contre le mariage des enfants aux États-Unis.

## Biographie

### Premières années et premier mariage
Sherry Johnson a grandi en Floride dans une famille afro-américaine de confession pentecôtiste. À la suite d'un viol, elle tombe enceinte d'un membre de sa paroisse âgé de 20 ans, et est poussée par sa famille à l'épouser lorsqu'elle a 11 ans, cela sur les conseils de membres dirigeants de la congrégation afin de légaliser la grossesse. À la suite de cela elle est également retirée de l'école. 
Aux États-Unis de tels mariages entre majeur et jeune enfant étaient, et sont encore en 2018, légaux sans limite d'âge pour peu que les parents du mineur donnent leur approbation,,. Dans le cas de Sherry Johnson, un premier greffier de la ville de Tampa a refusé de donner l'autorisation administrative pour le mariage mais un autre du comté de Pinellas a validé l'union, bien que le certificat de mariage mentionne l'âge de la mariée,.

### D'un mariage à l'autre
Ce premier mariage dure six ans avant que le couple ne divorce ; Sherry Johnson a alors 17 ans et est mère de six enfants. Elle se remarie à l'âge de 19 ans avec un homme de 37 ans également violent, duquel elle a trois enfants ; elle a 27 ans lorsque naît le dernier. Ce second mariage finit lui aussi par un divorce.
Elle s'éloigne alors de la religion, et rencontre une psychothérapeute qui la prend en charge. Elle exerce par la suite le métier d'aide à domicile et a également travaillé dans la restauration à Tallahassee avec son troisième mari, qu'elle épouse en 2008 et dont elle divorce par la suite.

### Engagement contre les mariages d'enfants
Sherry Johnson s'engage à partir des années 2010 contre le mariage des enfants aux États-Unis, où 167 000 mineurs de moins de 17 ans ont été mariés dans 38 états américains entre 2000 et 2010. Elle a notamment écrit un livre dénonçant l'absence de limite d'âge stricte pour le mariage, livre pour lequel elle a reçu une lettre de félicitations signée par Michelle Obama. Elle a également rencontré des sénateurs dont la sénatrice de Floride Lizbeth Benacquisto (en), pour que soient adoptées des lois interdisant le mariage des enfants.